# Día de fiesta (programa de televisión)
Día de fiesta fue un programa de televisión, emitido por Televisión española entre 1965 y 1969 y realizado en los Estudios Miramar de Barcelona.

## Formato
Directo heredero de Fiesta con nosotros (comenzó sus emisiones justo una semana después de la cancelación del anterior) es un programa-contenedor infantil en el que se compaginaban juegos, canciones, actuaciones artísticas y la emisión de dibujos animados. Se emitía la tarde de los domingos, con una duración de una hora. Contó con la colaboración de Juan Viñas y Gustavo Re así como de la ventrílocua Herta Frankel y su marioneta la perrita Marilyn.